# Яново (гміна)
Гмі́на Яно́во (пол. Gmina Janowo) — сільська гміна у північній Польщі. Належить до Нідзицького повіту Вармінсько-Мазурського воєводства.
Станом на 31 грудня 2011 у гміні проживало 2881 особа.

## Територія
Згідно з даними за 2007 рік площа гміни становила 191.56 км², у тому числі:
- орні землі: 32.00%
- ліси: 50.00%

Таким чином, площа гміни становить 19.94% площі повіту.

## Населення
Станом на 31 грудня 2011:
| Опис     | Загалом | Загалом | Чоловіки | Чоловіки | Жінки | Жінки |
| -------- | ------- | ------- | -------- | -------- | ----- | ----- |
| одиниця  | осіб    | %       | осіб     | %        | осіб  | %     |
| все      | 2881    | 100     | 1427     | 49.53    | 1454  | 50.47 |
| міське   | 0       | 100     | 0        |          | 0     |       |
| сільське | 2881    | 100     | 1427     | 49.53    | 1454  | 50.47 |

## Сусідні гміни
Гміна Яново межує з такими гмінами: Вельбарк, Дзежґово, Єдвабно, Нідзиця, Хожеле, Яновець-Косьцельни.